# 第56回ダヴィッド・ディ・ドナテッロ賞
第56回ダヴィッド・ディ・ドナテッロ賞（だい56かいダヴィッド・ディ・ドナテッロしょう）の授賞式は、2011年5月6日にローマで行われた。
ノミネートは2011年4月7日に発表された。『われわれは信じていた』が最多13件のノミネートを獲得し、最多7部門で受賞した。

## 受賞とノミネート一覧
太字が受賞者。

### 作品賞
- われわれは信じていた Noi credevamo[1]（監督：マリオ・マルトーネ）
- Basilicata coast to coast（監督：ロッコ・パパレオ）
- Benvenuti al Sud（監督：ルカ・ミニエーロ）
- 我らの生活 La nostra vita[2]（監督：ダニエーレ・ルケッティ）
- 穏やかな暮らし Una vita tranquilla（監督：クラウディオ・クペッリーニ）

### 監督賞
- ダニエーレ・ルケッティ（『我らの生活』）
- ルカ・ミニエーロ（『Benvenuti al Sud』）
- パオロ・ジェノヴェーゼ（『Immaturi』）
- サヴェリオ・コスタンツォ（『素数たちの孤独』[3]）
- ミケランジェロ・フラマルティーノ（『Le quattro volte』）
- マリオ・マルトーネ（『われわれは信じていた』）
- マルコ・ベロッキオ（『Sorelle Mai』）
- クラウディオ・クペッリーニ（『穏やかな暮らし』）

### 新人監督賞
- ロッコ・パパレオ（『Basilicata coast to coast』）
- アウレリアーノ・アマデイ（『イラクの煙』）
- エドアルド・レオ（『18 anni dopo』）
- パオラ・ランディ（『楽園の中へ』[4]）
- マッシミリアーノ・ブルーノ（『Nessuno mi può giudicare』）

### 脚本賞
- マリオ・マルトーネ、ジャンカルロ・デ・カタルド（『われわれは信じていた』）
- ロッコ・パパレオ、ヴァルテル・ルーポ（『Basilicata coast to coast』）
- パオロ・ジェノヴェーゼ（『Immaturi』）
- サンドロ・ペトラリア、ステファノ・ルッリ、ダニエーレ・ルケッティ（『我らの生活』）
- フィリッポ・グラヴィーノ、グイド・イウクラーノ、クラウディオ・クペッリーニ（『穏やかな暮らし』）

### プロデューサー賞
- ティルデ・コルシ、ジャンニ・ロモーリ、クラウディオ・ボニヴェント（『イラクの煙』）
- イザベッラ・コクッツァ、アルトゥーロ・パーリア、マーク・ロンバルド、エリザベッタ・オルミ（『Basilicata coast to coast』）
- リカルド・トッツィ、マルコ・キメンツ、ジョヴァンニ・スタビリーニ、フランチェスカ・ロンガルディ（『Benvenuti al Sud』）
- アンジェロ・バルバガッロ（『ジャンニと彼をめぐる女たち』）
- グレゴリオ・パオネッサ、マルタ・ドンゼッリ、スザンヌ・マリアン、フィリップ・ボベ、ガブリエラ・マンフレ、エルダ・グイディネッティ、アンドレス・ファエフリ（『Le quattro volte』）
- カルロ・デッリ・エスポスティ、コンキータ・アイロルディ、ジョルジョ・マリューロ（『われわれは信じていた』）

### 主演女優賞
- パオラ・コルテッレージ（『Nessuno mi può giudicare』）
- アンジェラ・フィノッキアーロ（『Benvenuti al Sud』）
- セイラ・フェルバーバウム（『至宝　ある巨大企業の犯罪』[5]）
- イザベッラ・ラゴネーゼ（『我らの生活』）
- アルバ・ロルヴァケル（『素数たちの孤独』）

### 主演男優賞
- エリオ・ジェルマーノ（『我らの生活』）
- クラウディオ・ビジオ（『Benvenuti al Sud』）
- ヴィニーチョ・マルキオーニ（『イラクの煙』）
- アントニオ・アルバネーゼ（『Qualunquemente』）
- キム・ロッシ・スチュアート（『Vallanzasca - Gli angeli del male』）

### 助演女優賞
- ヴァレンティナ・ロドヴィーニ（『Benvenuti al sud』）
- バルボラ・ボブローヴァ（『ロバの美』[1]）
- ヴァレリア・デ・フランチシス（『ジャンニと彼をめぐる女たち』[4]）
- アンナ・フォリエッタ（『Nessuno mi può giudicare』）
- クラウディア・ポテンツァ（『Basilicata Coast to Coast』）

### 助演男優賞
- ジュゼッペ・バッティストン（『ラ・パッショーネ』[1]）
- ラウル・ボヴァ（『我らの生活』）
- アレッサンドロ・シアーニ（『Benvenuti al sud』）
- ロッコ・パパレオ（『Nessuno mi può giudicare』）
- フランチェスコ・ディ・レーヴァ（『穏やかな暮らし』）

### 撮影監督賞
- レナート・ベルタ（『われわれは信じていた』）
- ヴィットリオ・オモデイ・ゾリーニ（『イラクの煙』）
- ルカ・ビガッツィ（『至宝　ある巨大企業の犯罪』）
- ファビオ・チャンケッティ（『素数たちの孤独』）
- アルナルド・カティナーリ（『Vallanzasca - Gli angeli del male』）

### 作曲賞
- リータ・マルコトゥッリ、ロッコ・パパレオ（『Basilicata Coast to Coast』）
- ウンベルト・シピオーネ（『Benvenuti al sud』）
- テオ・テアルド（『至宝　ある巨大企業の犯罪』）
- ファウスト・メゾレッラ（『楽園の中へ』）
- フーベルト・ヴェストケンパー（『われわれは信じていた』）

### オリジナル歌曲賞
- Mentre dormi - 作詞・作曲・歌：マックス・ガッツェ、ギンミ・サントゥッチ（『Basilicata Coast to Coast』）
- L'amore non ha religione - 作詞・作曲・歌：ケッコ・ザローネ（『Che bella giornata』）
- Immaturi - 作詞・作曲・歌：アレックス・ブリッティ（『Immaturi』）
- Capocotta Dreamin' - 作曲：マウリツィオ・フィラルド、作詞：マッシミリアーノ・ブルーノ、マルコ・コニーディ、歌：マウリツィオ・フィラルド（『Nessuno mi può giudicare』）
- Qualunquemente - 作曲：ペッペ・ヴォルタレッリ、サルヴァトーレ・デ・シエナ、作詞：アントニオ・アルバネーゼ、ピエロ・グエッラ、歌：アントニオ・アルバネーゼ（『Qualunquemente』）

### 美術賞
- エミータ・フリガート（『われわれは信じていた』）
- フランチェスコ・フリジェーリ（『Amici miei - Come tutto ebbe inizio』）
- パオラ・コメンチーニ（『Benvenuti al sud』）
- パキ・メドゥーリ（『楽園の中へ』）
- トニーノ・ゼーラ（『Vallanzasca - Gli angeli del male』）

### 衣装デザイン賞
- ウルスラ・パツァーク（『われわれは信じていた』）
- アルフォンシーナ・レッティエーリ（『Amici miei - Come tutto ebbe inizio』）
- ナナ・チェッキ（『Christine Cristina』）
- フランチェスカ・サルトリ（『ラ・パッショーネ』）
- ロベルト・キオッキ（『Vallanzasca - Gli angeli del male』）

### メイクアップ賞
- ヴィットリオ・ソダーノ（『われわれは信じていた』）
- ヴィンチェンツォ・マストラントニオ（『Amici miei - Come tutto ebbe inizio』）
- ロレーラ・デ・ロッシ（『Gorbaciof』）
- ジャンフランコ・メカッチ（『ラ・パッショーネ』）
- フランチェスコ・ナルディ、マッテオ・シルヴィ（『Vallanzasca - Gli angeli del male』）

### ヘアスタイリスト賞
- アルド・シニョレッティ（『われわれは信じていた』）
- フェルディナンド・メローラ（『Amici miei - Come tutto ebbe inizio』）
- マウリツィオ・タマニーニ（『Christine Cristina』）
- マッシモ・ガッタブルージ（『素数たちの孤独』）
- テレーザ・ディ・セリオ（『Qualunquemente』）
- クラウディア・パッロッティとテレーザ・ディ・セリオ（『Vallanzasca - Gli angeli del male』）

### 編集賞
- アレッシオ・ドリオーネ （『イラクの煙』）
- ミルコ・ガローネ（『我らの生活』）
- ヤコポ・クアドリ（『われわれは信じていた』）
- フランチェスカ・カルヴェッリ（『Sorelle Mai』）
- コンスエロ・カトゥッチ（『Vallanzasca - Gli angeli del male』）

### 録音賞
- ブルーノ・プッパロ（『我らの生活』）
- マリオ・イアクオーネ（『イラクの煙』）
- フランチェスコ・リオタール（『Basilicata Coast to Coast』）
- パオロ・ベンヴェヌーティ、シモーネ・パオロ・オリヴェロ（『Le quattro volte』）
- ガエターノ・カリート、マリチェッタ・ロンバルド（『われわれは信じていた』）

### 特殊視覚効果賞
- Rebel Alliance（『イラクの煙』）
- CANECANE（『Amici miei - Come tutto ebbe inizio』）
- RESET VFX（『Christine Cristina』）
- パオラ・トリゾリオ、ステファノ・マリノーニ、パオラ・ランティ、ダニエーレ・スティルペ・ジョスト（『楽園の中へ』）
- ジャンマリオ・カタニア、コッラード・ヴィルジリ（『Winx Club 3D - Magica avventura』）

### 長編ドキュメンタリー賞
- È stato morto un ragazzo（監督：フィリッポ・ヴェンデンミアーティ）
- L'ultimo Gattopardo: Ritratto di Goffredo Lombardo（監督：ジュゼッペ・トルナトーレ）
- Ritratto di mio padre（監督：マリア・ソーレ・トニャッツィ）
- This is my Land... Hebron（監督：スティーヴン・ナタンソン、ジュリア・アマーティ）
- Ward 54（監督：モニカ・マッジョーニ）

### 短編映画賞
- Jody delle giostre（監督：アドリアーノ・スフォルツィ）
- Io sono qui（監督：マリオ・ピレッダ）
- Caffè Capo（監督：アンドレア・ザッカリエッロ）
- Salvatore（監督：ブルーノ・ウルソ、ファブリツィオ・ウルソ）
- Stand By Me（監督：ジュゼッペ・マルコ・アルバーノ）

### EU映画賞
- 英国王のスピーチ（監督：トム・フーパー）
- 家族の庭（監督：マイク・リー）
- 瞳の奥の秘密（監督：フアン・ホセ・カンパネッラ）
- 未来を生きる君たちへ（監督：スサンネ・ビア）
- 神々と男たち（監督：グザヴィエ・ボーヴォワ）

### 外国映画賞
- ヒア アフター（監督：クリント・イーストウッド）
- ブラック・スワン（監督：ダーレンアロノフスキー）
- インセプション（監督：クリストファー・ノーラン）
- 灼熱の魂（監督：ドゥニ・ヴィルヌーヴ）
- ソーシャル・ネットワーク（監督：デヴィッド・フィンチャー）

### ヤング・ダヴィッド賞
- イラクの煙 20 cigarette（監督：アウレリアーノ・アマデイ）
- Benvenuti al Sud（監督：ルカ・ミニエーロ）
- われわれは信じていた Noi credevamo（監督：マリオ・マルトーネ）
- Un altro mondo（監督：シルヴィオ・ムッチーノ）
- Vallanzasca - Gli angeli del male（監督：ミケーレ・プラチド）

### ダヴィッド特別賞
- エットレ・スコラ
- クラウディオ・ボニヴェント